# (3799) Novgorod
(3799) Novgorod es un asteroide perteneciente al cinturón de asteroides, descubierto el 22 de septiembre de 1979 por Nikolái Stepánovich Chernyj desde el Observatorio Astrofísico de Crimea (República de Crimea).

## Designación y nombre
Designado provisionalmente como 1979 SL9. Fue nombrado Novgorod en honor a la ciudad rusa Veliki Nóvgorod.